# 珥陵镇
珥陵镇，是中华人民共和国江苏省鎮江市丹阳市下辖的一个乡镇级行政单位。

## 行政区划
珥陵镇下辖以下地区：
新珥街社区、新庄村、丈山村、大施村、护国村、积庆村、珥城村、扶城村、中仙村、祥里村和黄埝村。